# Волшебный пудинг
«Волше́бный пу́динг» (англ. The Magic Pudding) — сказочная повесть австралийского писателя и художника Нормана Линдси, опубликованная в 1918 году в Сиднее и ставшая классикой детской литературы Австралии. В повести действуют люди и антропоморфные животные, а также говорящий пудинг, который никогда не кончается, сколько его ни ешь. В основе сюжета — приключения трёх друзей, владельцев пудинга (коалы Гумми, моряка Билла Кляпа и пингвина Сэма Размахая). Книга проиллюстрирована автором.
Повесть переведена на иностранные языки (японский, немецкий, французский, испанский и др.). Русский перевод книги, выполненный Юрием Хазановым, вышел в 1995 году и был переиздан лишь в 2021 году.
По мотивам книги снят одноимённый полнометражный анимационный фильм 2000 года.

## История создания
Согласно легенде, «Волшебный пудинг» стал ответом Линдси в его споре с Бертрамом Стивенсом, издателем журнала, который утверждал, что больше всего дети любят сказки про фей (англ. fairies). Линдси, напротив, высказался за то, что история про еду была бы более привлекательна для маленьких читателей. Стивенс рассказал об этом споре владельцу издательства «Angus & Robertson» Джорджу Робертсону, и они решили убедить Линдси написать книгу для детей. Линдси сразу сообщил, что главным героем истории станет медведь (по умолчанию, под медведями в Австралии имелись в виду коалы, которых Линди уже рисовал до этого в многочисленных карикатурах для журналов):190—191.
Некоторым персонажам Линдси придал сходство со своими родными и знакомыми, в частности Дядюшке Стручку — со своим отцом:182.
Книга была опубликована в 1918 году, через месяц после заключения перемирия в Первой мировой войне. Стоила она ровно одну гинею, что по тем временам было довольно дорого. В итоге к 1921 году весь 3-тысячный тираж ещё не был распродан, и цена была снижена. В 1924 году появилось первое из многочисленных переизданий:192, 194. Уже после войны британское издательство Penguin впервые издало книгу в мягкой обложке, однако Линдси был крайне недоволен тем, что иллюстрации были перерисованы и упрощены английскими художниками — он считал, что изменить их было всё равно, что изменить текст:195.

## Сюжет
Книга состоит из четырёх глав, которые называются «кусками» (подразумевается, что это куски пудинга, которые «едят» читатели).
Молодой коала Гумми (англ. Bunyip Bluegum) живёт в домике на дереве вместе со своим дядюшкой по прозвищу Стручок (англ. Uncle Wattleberry). Не выдержав дядюшкиных бакенбардов, которые очень длинны и всё время повсюду лезут, Гумми решает пойти странствовать по Австралии, взяв с собой одну только тросточку. Проголодавшись, он встречает двух друзей — старого матроса Билли Кляпа (англ. Bill Barnacle) и храброго пингвина Сэма Размахая (англ. Sam Sawnoff), которые поедают мясной пудинг с горохом и угощают им Гумми. Кляп и Размахай открывают Гумми тайну пудинга: он волшебный и никогда не кончается, его можно есть сколько угодно, загадывая тот вид пудинга, который хочешь в данный момент. Кроме того, у пудинга есть имя (Альберт), он умеет говорить и ходить, а оставшись без присмотра, вечно норовит куда-нибудь сбежать. Гумми принимает приглашение войти в число владельцев пудинга (пудвладельцев, как они себя называют) и отправляется путешествовать с Кляпом и Размахаем. Они ходят по Австралии, рассказывая друг другу интересные истории и наслаждаясь пением Кляпа, который сочиняет бесконечные баллады из своей матросской жизни. 
Однако по дороге членов Благородного Общества Пудвладельцев (сокращённо, БОПа) подстерегает опасность: два злодея, Опоссум (в оригинале Поссум) и Вомбат, постоянно преследуют друзей, пытаясь украсть у них пудинг. Всякий раз Кляп и Размахай храбро вступают в драку и прогоняют пудворов. Однажды злодеям удаётся отвлечь внимание друзей на пожар и сбежать, унеся с собой пудинг. Однако пудвладельцы находят дом Вомбата и хитростью выманивают воров на улицу, где отбирают Альберта.
В другой раз пудворы набрасывают на трёх товарищей мешок и снова убегают с пудингом. Друзей выручает проходящий мимо садовод и огородник, пёс по имени Бенджамен Укусил (англ. Benjamin Brandysnap). Они настигают воров и видят, что Вомбат положил пудинг себе под шляпу. Запев национальный гимн и обнажив головы, пудвладельцы вынуждают Вомбата снять шляпу, и его обман раскрывается. Пудинг снова оказывается у Гумми, Кляпа и Размахая, которые приглашают в свою компанию Укусила.
Оказавшись на следующий день в городе Труляля, товарищи становятся жертвой оговора со стороны Опоссума и Вомбата, которые утверждают, что пудинг принадлежит им и был украден. Констебль и Мэр арестовывают четверых друзей, пудинг и пудворов и ведут всех в суд, однако Судья и Пристав больше интересуются партией в «дурака», вином и возможностью поесть пудинг, поэтому в роли судьи выступает Билл Кляп. Возникает перебранка, в ходе которой пудвладельцы с пудингом сбегают. Они решают перейти к оседлой жизни и строят домик на дереве прямо в огороде у Укусила, где безмятежно проводят дни за разговорами и поеданием пудинга.

## Отзывы
Знаменитый писатель Филип Пулман признавался, что «Волшебный пудинг» — его любимая детская книга и одна из самых смешных книг, написанных когда-либо: «Я смеялся над ней на протяжении пятидесяти лет, и когда сегодня утром снова стал читать её, опять захохотал ещё громче прежнего». Он также отметил, что хотя повесть написана почти сто лет назад, этого не скажешь по её языку — «он настолько свежий и живой, словно книга написана вчера».
По мнению современных издателей книги, «Волшебный пудинг» занимает почётное место между «Алисой в Стране чудес» и «Вонючим сырным человечком» (англ. The Stinky Cheese Man) как «одно из наиболее безумных произведений для детской аудитории».
Писатель Джуда Уотен провёл параллель между произведением Линдси и другой известной австралийской сказочной повестью XX века — «Шёпот на ветру» Алана Маршалла.
В 2007 году писатель и критик Дэвид Дейл, рассуждая о том, что может быть названо «национальной метафорой» Австралии, пришёл к выводу, что «Волшебный пудинг» является лучшим кандидатом.

## Юбилейное издание
В 2008 году, к 90-летию книги, было выпущено специальное переиздание, в которое была включена биография Линдси, архивные материалы (его переписка с издателями), а также несколько рецептов пудинга . День выхода книги, 12 октября, в тот год был даже назван в Австралии Днём Пудинга.

## Русский перевод
Перевод-пересказ Юрия Хазанова на русский язык опубликован отдельным изданием в 1995 году. До этого в 1993 году в журнале «Тель-Авив» была напечатана первая часть повести. Полное название русского перевода — «Волшебный пудинг, или Невероятные приключения Гумми, Кляпа, Размахая и Укусила» (в оригинале персонаж по имени Укусил в подзаголовке отсутствует).
Избранные стихи из повести («Песенка о пропавшем пудинге», «Скандал в огороде») вошли в поэтический сборник Юрия Хазанова «И вообще…» (2010).
В 2021 году перевод Юрия Хазанова был переиздан в издательстве «Волчок».

## Экранизации и постановки
- В 1960 году в Сиднее состоялась премьера кукольного спектакля по повести, на которой присутствовал и Линдси. Поскольку в книге иллюстрации были чёрно-белыми, для разработки кукол для спектакля он заново нарисовал основных персонажей анфас и в цвете. В следующий раз кукольный спектакль по «Волшебному пудингу» был поставлен Кукольным театром Австралии уже в 1980-е годы[1]:197.
- В рамках проекта звукозаписи важнейших образцов австралийской поэзии «A Swag of Aussie Poetry» в 1980-е годы известным телеведущим Саймоном Таунсендом (Simon Townsend) было записано стихотворение из повести, посвящённое истории обнаружения Пудинга Биллом и Сэмом[11].
- В 2000 году вышел австралийский анимационный фильм по мотивам сказки, имеющий значительные отличия в сюжете (в частности, Гумми встречает Билла и Сэма, когда разыскивает своих родителей, про которых в книге вообще не упоминается). Сэма озвучил актёр Сэм Нил, до этого сыгравший роль Нормана Линдси в фильме «Сирены»[12].
- В 2011 году Эндрю Джеймс адаптировал текст повести для музыкальной пьесы, которая была поставлена в Австралии начинающим режиссёром Марком Барфордом[13][14].
- В 2012 году Mildura Theatre Company поставила спектакль по повести, который демонстрировался в Ботаническом саду в Маурквонге[15].
- В 2013 году в Викторианской опере в Мельбурне состоялась премьера оперы по повести[16].

## Отражения в культуре
- В городке Фаулконбридж в Новом Южном Уэльсе, где писатель жил с 1901 по 1969 год, основан Музей-галерея Линдси, к которому ведёт улица Линдси-роуд. Улицы вокруг музея названы по именам персонажей повести: там есть Bill Barnacle Avenue, Bunyip Bluegum Road, Dobson Dorking Place, Magic Pudding Place, Patrick O'Possum Place, Uncle Wattleberry Crescent и Watkin Wombat Way[17].
- В 1985, 1986 и 1987 году в Австралии выпускался блок из пяти почтовых марок, посвящённых известным литературным произведениям, в числе них «Волшебному пудингу»[18].
- В 2007 и 2008 годах, в ознаменование 90-летия публикации книги, Королевский Австралийский монетный двор выпустил юбилейную долларовую монету с изображением Нормана Линдси и четырёх заглавных персонажей его повести (Пудинг, Гумми, Кляп и Размахай). Автором дизайна монеты стал Владимир Готтвальд. Монета не выпускалась в широкое хождение, но распространялась в подарочных наборах, главным образом для новорождённых; упаковка набора была украшена рисунками Линдси к повести[19][20].
- В детском уголке Королевского ботанического сада в Мельбурне находится скульптура «Волшебный пудинг», изображающая главных героев повести (автор скульптуры — Луис Лаумен)[21].
- Сочетание magic pudding вошло в словарь австралийского английского[22] в составе идиоматического выражения not to be a magic pudding ‘не быть волшебным пудингом’ со значением «не быть бесконечно воспроизводимым ресурсом» (not to be an endlessly renewable resource or commodity).